# Глостер (Оттава)

Флаг бывшего города Глостер

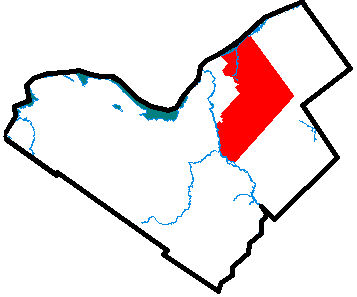
Положение Глостера на карте Оттавы

Гло́стер, англ. Gloucester — бывший город на востоке провинции Онтарио, ныне включён как пригород в состав г. Оттава.
Посёлок Глостер был основан в 1792 г. и получил своё название в честь Уильяма Фредерика, герцога Глостерского и Эдинбургского. Первоначально посёлок включал земли к востоку от реки Ридо, от реки Оттава на юг до Манотика. В 1850 г. получил статус тауншипа, а в 1981 г. — статус города. В 2001 г, в числе 11 муниципалитетов, был включён в состав Оттавы.
В 2001 г., к моменту слияния с Оттавой, население Глостера составляло 110264 человек. К 2006 г. оно возросло до 114604 человек.